# Horntjärnen (Grangärde socken, Dalarna)
Horntjärnen är en sjö i Ludvika kommun i Dalarna och ingår i Norrströms huvudavrinningsområde.